# Ramón Fagoaga
Ramón Alfredo Fagoaga Romero (12 gennaio 1952) è un ex calciatore salvadoregno, di ruolo difensore.